# Sunrise (Florida)
Sunrise város az Amerikai Egyesült Államok Florida államában, Broward megyében. Lakosainak száma 97 335 fő (2020. április 1.).

## Népesség
A település népességének változása:
| Lakosok száma | 84 439 | 88 843 | 97 335 |
|               | 2010   | 2012   | 2020   |